# Microcharon anatolicus
Microcharon anatolicus är en kräftdjursart som beskrevs av Giuseppe L. Pesce och Diana M.P. Galassi 1990. Microcharon anatolicus ingår i släktet Microcharon och familjen Microparasellidae. Inga underarter finns listade i Catalogue of Life.